# Fullback (fútbol americano)

Fullback (FB) es un anglicismo utilizado para una posición de ataque de fútbol americano y fútbol canadiense que forma parte del backfield. Tradicionalmente, el trabajo del fullback es atravesar con gran potencia la línea defensiva en carreras de corto yardaje o bloquear los posibles ataques que reciba el quarterback u otro running back que tenga posesión del balón.

## Números
En la NFL los fullbacks solo pueden llevar los números del 20 al 49 junto con los halfbacks y los defensive backs.